# Йылдырым, Мурат (футболист)
Мурат Йылдырым (тур. Murat Yıldırım; 18 мая 1987 года, Чорум) — турецкий футболист, играющий на позиции полузащитника. Ныне выступает за турецкий клуб «Генчлербирлиги».

## Клубная карьера
Семья Мурата Йылдырыма перебралась в Нидерланды, когда тому был всего год. С шести лет он занимался футболом в местном любительском клубе «Хеллас Спорт» из города Зандам. В 2004 году Йылдырым присоединился к амстердамскому «Аяксу», но за его взрослую команду сыграть так и не сумел. В июне 2005 года был признан лучшим игроком молодежной академии «Аякса». В ноябре того же года Мурат подписал с «Аяксом» контракт до лета 2008 года.
В августе 2008 года Мурат Йылдырым стал футболистом турецкого «Самсунспора». 31 числа того же месяца он дебютировал в Первой лиге, выйдя на замену в концовке домашнего поединка против клуба «Кайсери Эрджиесспор». Спустя месяц Йылдырым забил свой первый гол в профессиональной карьере, отметившись в домашней игре с командой «Гюнгёрен Беледиеспор». По итогам сезона 2010/11 «Самсунспор» вышел в Суперлигу. 10 сентября 2011 года Мурат Йылдырым дебютировал на высшем уровне, выйдя в основном составе в домашнем матче с «Генчлербирлиги». 4 ноября того же года он впервые забил в рамках Суперлиги, отметившись в домашнем поединке против «Анкарагюджю». В том же чемпионате он дважды забивал «Бешикташу», тем самым принеся «Самсунспору» домашнюю ничью и гостевую победу над именитым соперником.
В июле 2012 года Мурат Йылдырым перешёл в «Бурсаспор», а в конце января 2014 года — в «Кайсери Эрджиесспор». Сезон 2015/16 он провёл за клуб Первой лиги «Газиантеп ББ», а первую половину сезона 2016/17 — за команду той же лиги «Болуспор». С конца января 2017 года играл за «Ени Малатьяспор», с которым в 2017 году вышел в Суперлигу.